# حمله ۲۰۱۵ هتل باماکو
در ۲۰ نوامبر سال ۲۰۱۵، یک حمله تیراندازی و گروگانگیری در هتل رادیسون بلو در باماکو، پایتخت مالی انجام شد که دست‌کم ۲۷ نفر کشته شدند. بعد از گروکانگیری نیروی‌های ویژه به هتل حمله و گروگان‌ها را آزاد کردند. گروه مرابطون همراه با القاعده مسئولیت این حملات را پذیرفت. ژان ایو لو دریان، وزیر دفاع فرانسه با اشاره به رهبر گروه مرابطون گفت: مختار بلمختار از سال‌ها پیش توسط چند کشور تحت تعقیب است و قطعاً او در پشت این حمله قرار دارد. باید بگویم که مرابطون ملغمه ای از سارقان، راهزنان و بنیادگرایان است و از راه تجارت اسلحه و مواد مخدر منابع مالی خود را تهیه می‌کند.
در پی این حمله دولت مالی برای ده روز وضعیت فوق‌العاده و سه روز عزای عمومی برای کشته‌شدگان اعلام کرد.

## حمله به هتل
بین چهار و پنج مرد مسلح در حالی که شعار اسلامی سر می‌دادند به هتل رادیسون در باماکو، پایتخت مالی حمله کرده و ۱۷۰ نفر را به گروگان گرفتند. مهاجمان با خودرویی پلاک دیپلماتیک وارد ساختمان هتل رادیسون بلو شده و با تیراندازی راه خود را به داخل ساختمان بازکردند. کسانی که در هتل گروگان گرفته شدند از چهارده کشور الجزایر، آلمان، بلژیک، کانادا، چین، ساحل عاج، اسپانیا، آمریکا، فرانسه، هند، مراکش، روسیه، سنگال و ترکیه بوده‌اند. از بین کسانی که کشته شدند فقط هویت یک نفر جفری دیودون نماینده پارلمان بلژیک شناسایی شده‌است. گروگان گیران در آغاز نزدیک به هشتاد تن از گروگان‌ها از جمله آنهایی که قادر به خواندن قرآن بودند را آزاد کردند.

## آزادسازی گروگان‌ها
ارتش مالی با کمک نیروهای فرانسوی و همچنین نیروهای ویژه آمریکا به هتل حمله کردند که در این درگیری‌ها دو تن از مهاجمان کشته شد و بعد از هفت ساعت گروگان‌گیری در هتل رادیسون خاتمه یافت

## واکنش‌های بین‌المللی
- باراک اوباما خواستار اتحاد بیشتر و جدی تر متحدان این کشور برای مبارزه با کسانی شد که شهروندان را مورد هدف قرار می‌دهند.[۵]
- احمد الطیب شیخ الازهر حملات پاریس و مالی را محکوم و بر ضرورت مقابله با تفکر تروریسم تأکید کرد.[۶]
- دبیرکل سازمان ملل متحد بان کی مون حمله به هتل «رادیسون بلو» باماکو را یک حمله تروریستی نفرت‌انگیز خواند.[۷]
- فرانسوا اولاند، رئیس‌جمهور فرانسه، ضمن اعلام همبستگی با مردم مالی از تمامی اتباع فرانسه در این کشور خواستار حفظ امنیت خود شد.
- احمد داود اوغلو، نخست‌وزیر ترکیه گفته‌است که پنج نفر از خدمه شرکت هواپیمایی ترکیه که در هتلی در مالی به گروگان گرفته شده بودند، آزاد شدند
- شرکت هواپیمایی فرانسه (ایر فرانس) گفته‌است که دوازده تن از کارکنان این شرکت که در هتل رادیسون بودند توانسته‌اند از داخل هتل بگریزند و سالم هستند. این گروه متشکل از دو خلبان و ده خدمه پرواز است.